# پیپت پرویی
پیپت پرویی (نام علمی: Anthus peruvianus) گونه ای از پرندگان تیرهٔ دم‌جنبانکان (Motacillidae) بومی شیلی و پرو است.